# Lyperosomum transversogenitale
Espèce
Synonymes
- Brachylecithum transversogenitalis (Layman, 1922)
- Lyperosomum hispanicum López Neyra, 1941

Lyperosomum transversogenitale est une espèce de trématodes de la famille des Dicrocoeliidae.

## Hôtes
Lyperosomum transversogenitale parasite l'Hirondelle de rivage (Riparia riparia), le Faisan de Colchide (Phasianus colchicus)...
La sous-espèce Lyperosomum transversogenitale sylvestris parasite notamment l'Engoulevent d'Europe (Caprimulgus europaeus).

## Publication originale
- Layman, 1922 : Zur Charakteristik neuer Lyperosomum-Arten. Zentralblatt für Bakteriologie und Parasitenkunde, vol. 56, p. 568-572.